# Palazzo della Gondrand
Il palazzo della Gondrand è un palazzo di Milano situato in via Pontaccio al civico 21.

## Storia

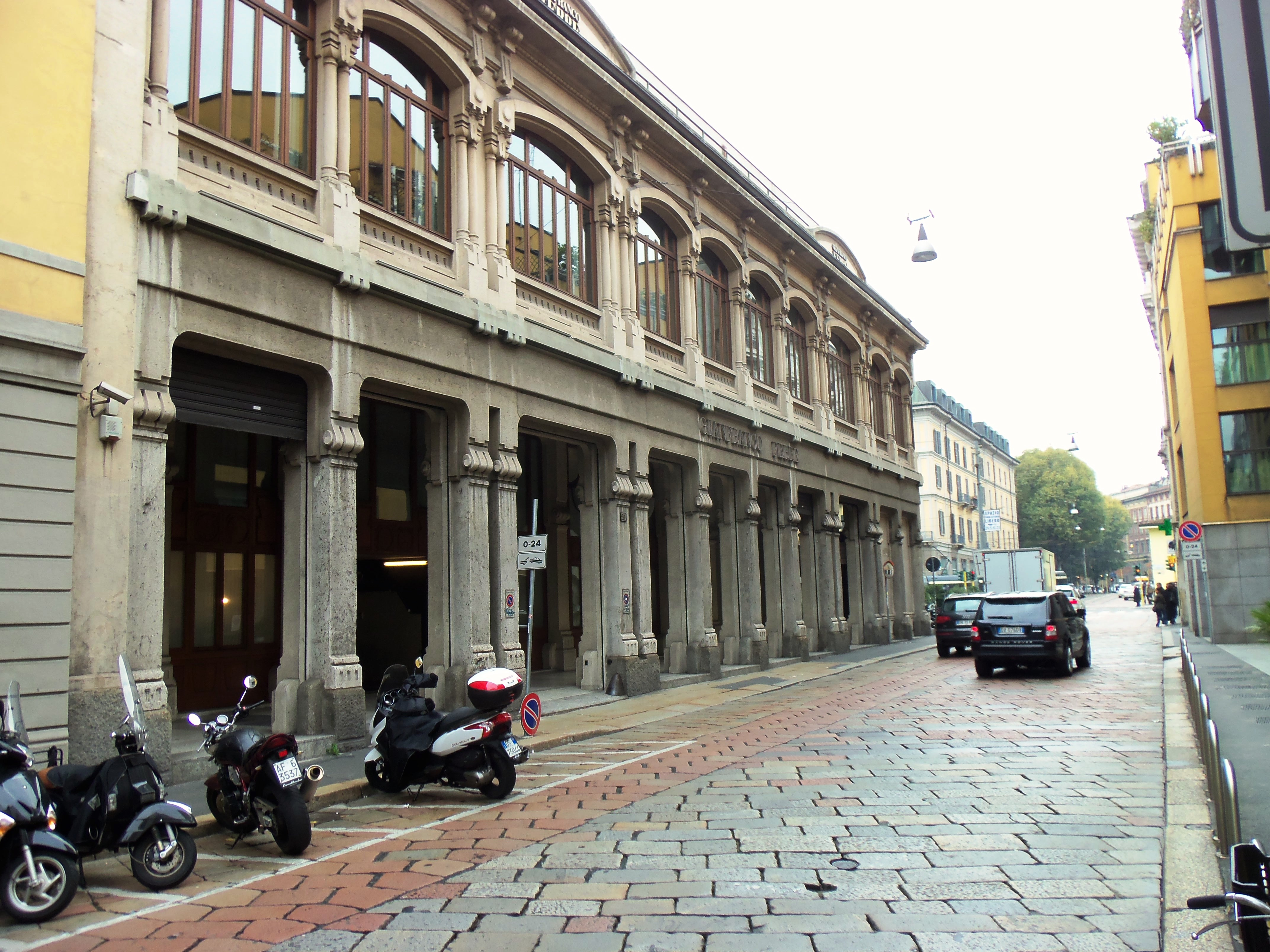
Il fronte su via Pontaccio

Il palazzo fu costruito a partire dal 1908 per ospitare la sede della Società nazionale trasporti Gondrand fondata poco più di quarant'anni prima dai fratelli Francois e Clement Gondrand.
Nel 1998 il palazzo fu acquistato da Gianfranco Ferré per riunirvi le varie branche della griffe con il suo nome. Il restauro e l'adattamento furono progettati da Marco Zanuso e completati da Franco Raggi.
In seguito alla morte dello stilista e alla successiva cessazione delle attività, nel 2013 il palazzo è stato acquistato da Kiton, che vi a ha collocato e inaugurato la presenza aziendale a Milano nel 2014. Anche questa volta i lavori sono stati effettuati da Franco Raggi.

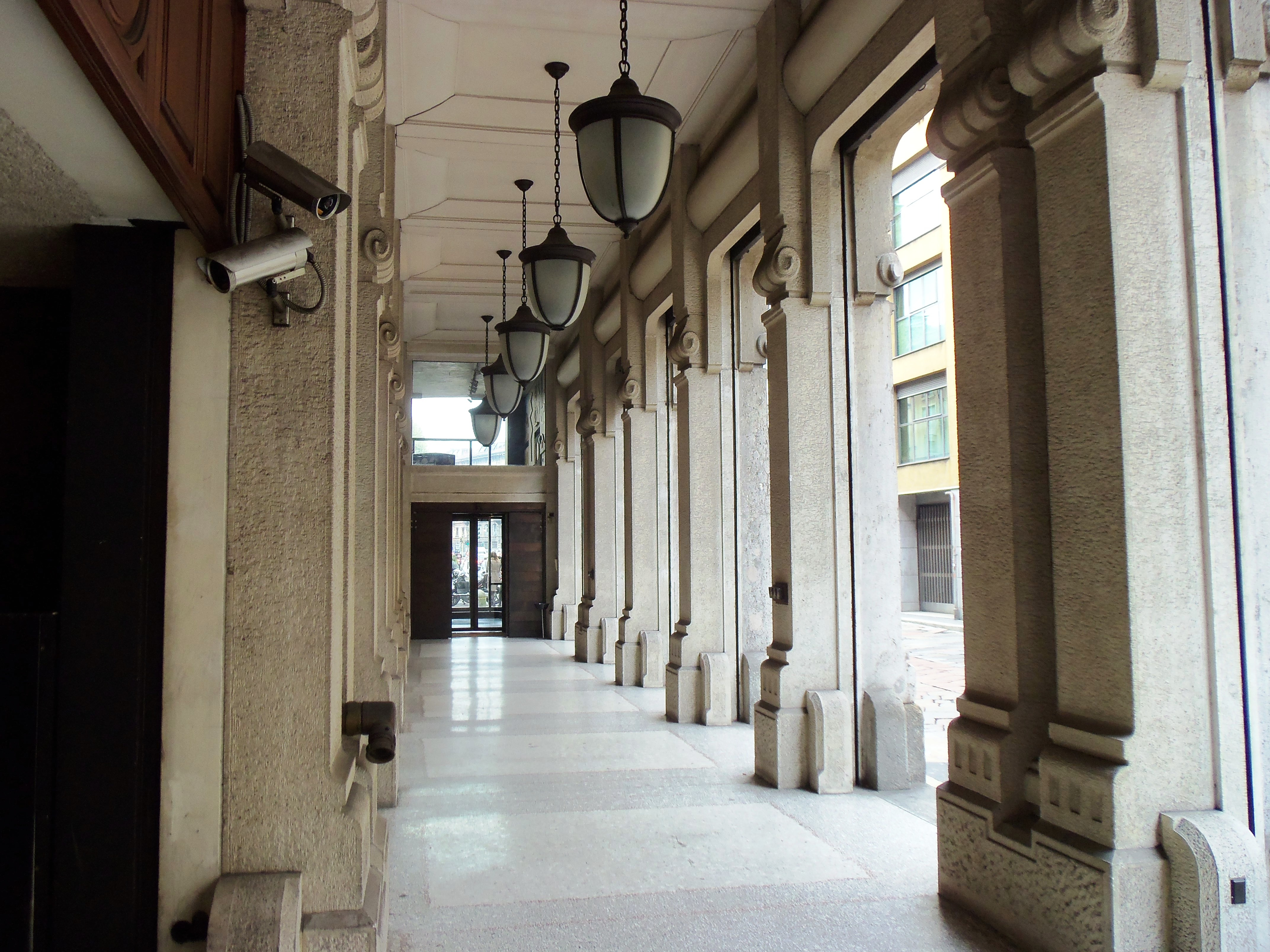
Il portico su via Pontaccio

## Descrizione
Il palazzo, disposto su due piani, fu realizzato in calcestruzzo armato con finestroni curvilinei tipici dell'architettura liberty dell'epoca: i finestroni così come gli alti soffitti del palazzo lasciano intuire l'uso passato di questo palazzo come magazzino.